# Grzegorz Krychowiak
Grzegorz Krychowiak (lengyel kiejtéssel: [ˈɡʐɛɡɔʐ krɨˈxɔvjak]; Gryfice, 1990. január 29. –), lengyel válogatott labdarúgó, a ciprusi első osztályú Anórthoszi Ammohósztu középpályása.
Profi pályafutását a francia Bordeaux gárdájánál kezdte, később csatlakozott a Reimshez, majd a Sevilla 2014-ben 4,5 millió euróért szerződtette, ahol két szezont töltött és kétszer nyerte meg az Európa-ligát.
A lengyel válogatottban 100 mérkőzésen lépett pályára, ahol 2008-ban debütált, illetve 2 Európa-bajnokságon (2016, 2020) és világbajnokságon (2018, 2022) vett részt.

## Pályafutása

### A kezdetek

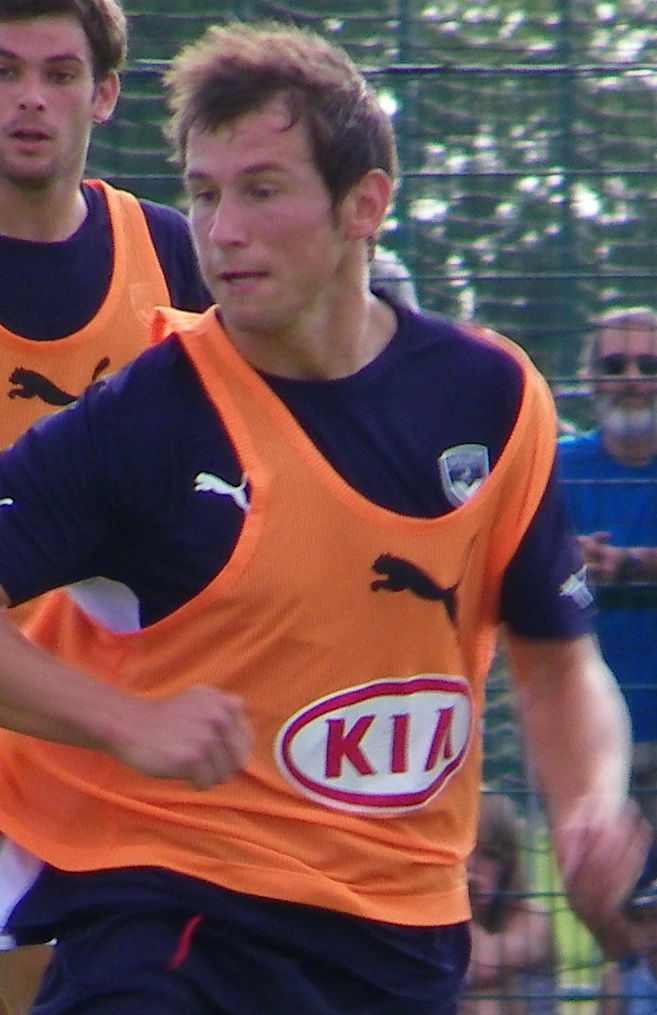
Krychowiak a Bordeaux egyik edzésén 2009-ben

Bár kezdetben nem rajongott a labdarúgásért, testvére bátorítására mégis kipróbálta magát a sportágban, majd 12 évesen elköltözött otthonról és egy sportakadémiához csatlakozott. Ezek után olyan ifjúsági csapatokhoz igazolt, mint az Orzeł Mrzeżyno, a Żaki 94 Kołobrzeg, a Stal Szczecin és az Arka Gdynia.
A Strasbourgban megrendezett Franciaország elleni U16-os mérkőzésen felkeltette Philippe Goubet érdeklődését, így 2006-ban szerződtette a Bordeaux, itt írta alá első szakmai szerződését az utánpótláscsapatban töltött évei után.

#### Stade de Reims (kölcsönben)
Mivel nem kívánt visszatérni Lengyelországba, 2009. november 26-án bejelentették, hogy a szezon végéig a harmadosztályú Stade de Reimshez csatlakozik kölcsönbe. 2009. november 27-én a Beauvais Oise elleni 3–0-ra megnyert meccsen debütált, végigjátszotta a találkozót. Hamar beverekedte magát a kezdő tizenegybe és két gólja nagy szerepet játszott abban, hogy csapata feljutott a Ligue 2-be.

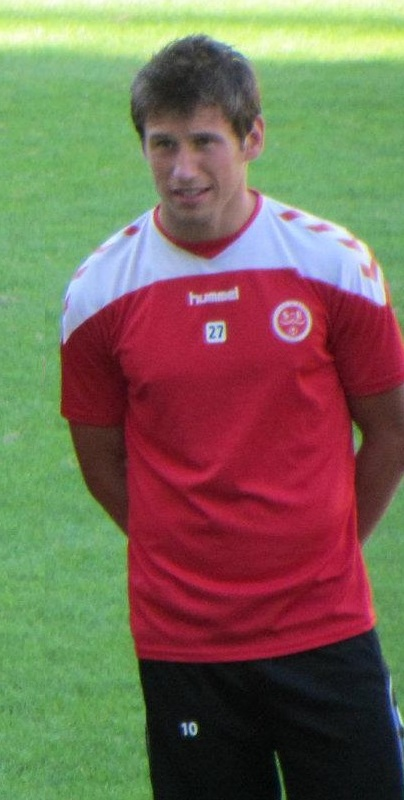
A Stade de Reims tréningjén 2012-ben

A Reims és a Bordeaux megegyezett kölcsönszerződésének egy szezonra való meghosszabbításáról. Miután a ligakupa első fordulójában a Troyes ellen a tizenegyespárbaj során eredményesen végezte el a büntetőjét, a Le Mans elleni 2–2-es döntetlen alkalmával megszerezte első gólját a bajnokságban. Két héttel később, 2010. november 5-én az Angers ellen 2–0-s győzelmet arattak, de ő két sárga lapot kapott, így kiállították. A 2010–2011-es szezonban két alkalommal hagyta el idő előtt a játékteret, ennek ellenére mégis rendszeresen kezdő volt, klubja a másodosztályba való visszatérését követően a 10. helyen végzett, őt pedig a szurkolók a szezon legjobb játékosának választották. Az idény során általában védekező középpályásként játszott, de ritkán a védelem közepén is bevetették.
A 2011–2012-es évad során visszatért a Bordeauxhoz.

#### FC Nantes
A 2011–2012-es idényben visszatérve a Bordeauxhoz két mérkőzésen lépett pályára, így 2011. november 17-én a szezon végéig a Nanteshoz igazolt kölcsönbe.
2011. november 25-én debütált új csapatában kezdőként az AS Monaco ellen, mely során 3–0-s győzelmet arattak. A klubhoz csatlakozva alapember lett és védekező középpályás pozícióban játszott leginkább, néha pedig középhátvédként is. Annak ellenére, hogy az idény során háromszor kapott piros lapot, 21 alkalommal lépett pályára az összes tornát figyelembe véve.

### Stade Reims
2012 júniusában három évre írt alá a francia első osztályba feljutó Stade de Reims gárdájához. Állítólag 800 ezer eurót fizettek érte.
A bajnokság első fordulójában, ahol a Marseille ellen 1–0-s vereséget szenvedtek, már harmadik alkalommal volt a csapat kezdőjátékosai között. Állandó kerettaggá vált és védekező középpályásként játszatták legtöbbször. 2012. szeptember 20-án az AS Nancy elleni teljesítményét Zlatan Ibrahimovićéhoz hasonlították, miután a 2–0-s győzelemből két gólpasszal vette ki a részét. 2013. január 26-án első gólját jegyezte a Toulouse elleni 1–1-es döntetlen során. A későbbiekben jegyzett három gólja győztesnek bizonyult a Paris-Saint Germain, a Lyon és a Lorient ellen. A 2012–2013-as idényben három találkozót kihagyva 36 meccsen lépett pályára és minden versenyt tekintve négyszer volt eredményes.
A 2013–2014-es idény előtt híresztelések láttak napvilágot, miszerint más gárdához szerződik, ugyanakkor egész nyáron a klubnál maradt. A bajnokság nyitómérkőzésén megszerezte első gólját a szezonban, de csapata 2–1-re veszített a Stade Rennais ellen. A szezon kezdetével továbbra is stabilan a kezdőcsapat tagja volt és védekező középpályás pozícióban játszott. 2013. augusztus 31-én az FC Nantes ellen az 56. percben csereként állt be, így 100. mérkőzését játszotta a csapatban, a találkozó végeredménye 0–0-s döntetlen lett. 2013. október 26-án a Marseille elleni 3–2-re megnyert összecsapáson a győztes gól fűződött a nevéhez. Szezonbeli második találata a Bastia elleni 4–2-es siker során született, később az idény során még kétszer volt eredményes. Négyszer nem kapott szerepet, de így is 36 alkalommal küldték pályára és minden tornát tekintve négy gólt szerzett.
Az idény során híresztelések terjedtek arról, hogy más csapathoz igazol. A L'Union arról számolt be, hogy az idény végén elhagyja a klubot.

### Sevilla

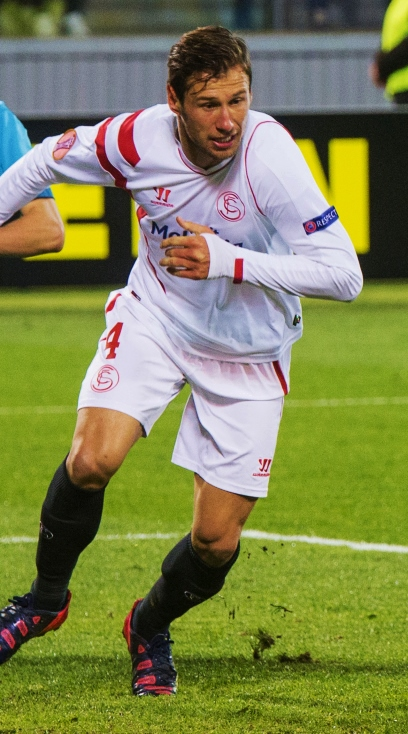
A Sevilla játékosaként 2015-ben

2014 júliusában a spanyol első osztályú Sevilla csapatához csatlakozott 4,5 millió euró fejében.
2014. augusztus 12-én lépett pályára először az UEFA-szuperkupában a Cardiff City Stadionban, a Real Madrid elleni 2–0-s vereséggel végződő találkozót végigjátszotta. 2014. augusztus 23-án debütált a La Ligában, ekkor a Valencia ellen 1–1-es döntetlent játszottak. Hamar a kezdőcsapat tagjává vált, ahol az edző többnyire középpályásként számított rá. A Marca dicsérte a teljesítményét és a klub legjobb igazolásának ítélte meg a szezonban. 2014. szeptember 8-án az Európa-liga csoportkörében a Feyenoord ellen – mely mérkőzést 2–0-ra nyerték meg – első gólját jegyezte a gárdában. 2015. május 27-én a varsói Nemzeti Stadionban az Európa-liga-döntőben a kezdőcsapatban kapott helyet, majd a 28. percben az egyenlítő gólt szerezte a Dnyipro elleni 3–2-re megnyert találkozón, így az ötödik lengyel labdarúgó lett, aki megnyerte a trófeát. Ő lett az egyetlen Sevilla játékos, akit a szezon csapatába neveztek. Összesen 48 alkalommal lépett pályára és négyszer volt eredményes az összes tornát tekintve.

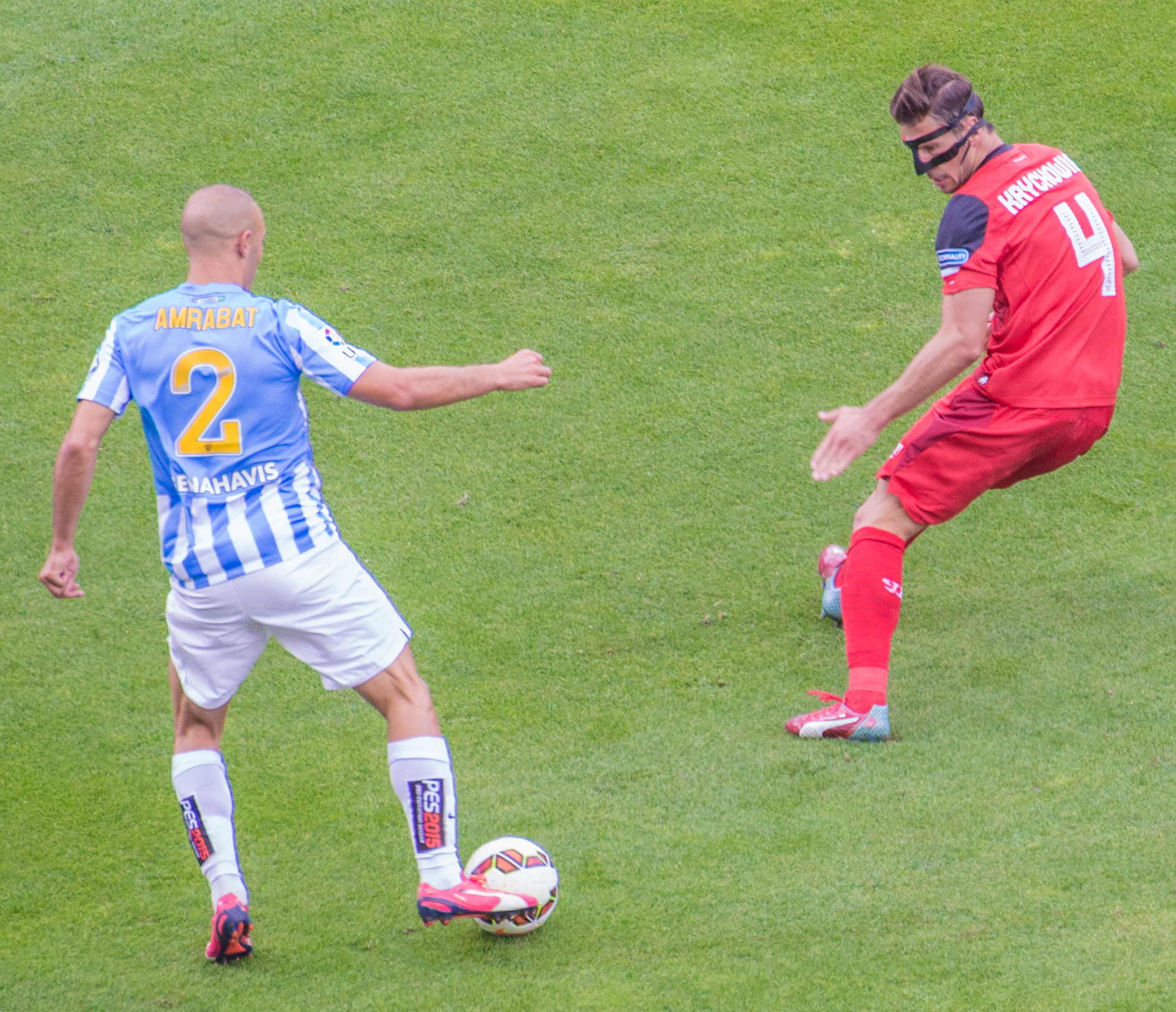
Krychowiak arcmaszkban a Málaga ellen Nordin Amrabatot igyekszik megállítani a szezon utolsó fordulójában

Az új szezont 2015. augusztus 11-én kezdte a Barcelona elleni UEFA-szuperkupa mérkőzéssel, mely során 5–4-es vereséget szenvedtek, ő pedig bordatörést szenvedett, de 120 percig a pályán volt. Az idény nyitómeccsén középhátvédet játszott, de ezt követően újra visszakerült régi pozíciójába, mint védekező középpályás. Ezek után pedig a klub tárgyalásokat kezdeményezett új szerződéséről. Unai Emery vezetőedző méltatta teljesítményét és úgy nyilatkozott, hogy a csapat iránti áldozatvállalása és odaadása által ők mindig a szolgálatára lesznek. 2015. november 5-én Krychowiak 2019-ig hosszabbított szerződést a klubbal. Röviddel ezután az év hátralévő részében számos mérkőzésen a csapat kapitánya volt. Az egy meccsre szóló eltiltása letöltését követően megszerezte első gólját a szezonban, miután 2–0-s győzelmet arattak a rivális Real Betis ellen a Király-kupa nyolcaddöntőjében. Három nappal később, 2016. január 9-én térdsérülést szenvedett, emiatt két hónapot kellett kihagynia. 2016. március 20-án kezdőként tért vissza a Real Madrid ellen, ám csapata ekkor 3–2-es vereséget szenvedett. Az Európa-liga negyeddöntőjének második mérkőzésén az Athletic Bilbao ellen, illetve az elődöntőben a Sahtar Doneck ellen két gólpassz fűződött a nevéhez, a Sevilla pedig harmadszor is bejutott a torna fináléjába. A Liverpool elleni döntőben a kezdőben kapott helyet és végigjátszotta a találkozót, ahol 3–1-es győzelmet arattak, így zsinórban harmadjára nyerték meg a kiírást.

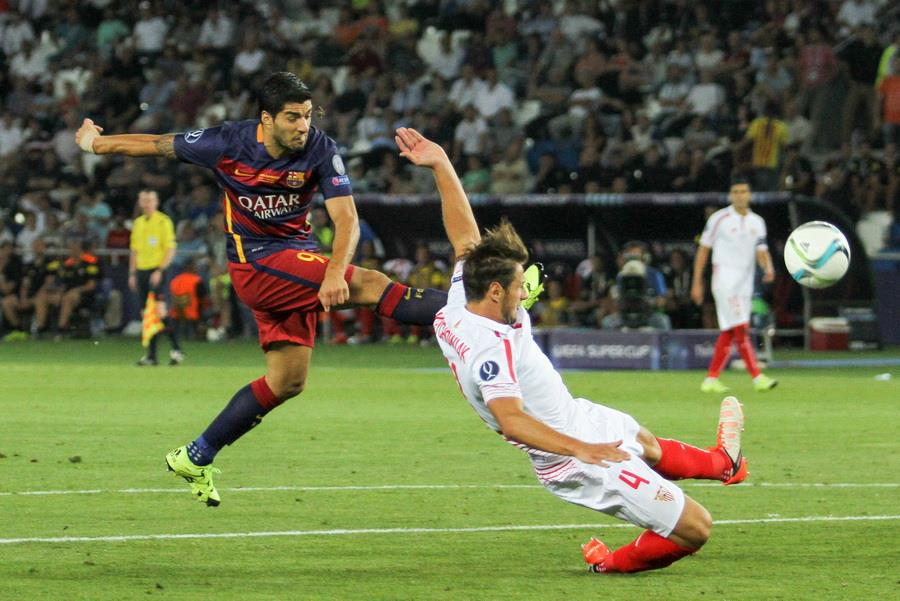
Krychowiak blokkolni készül Luis Suárez lövését az FC Barcelona ellen az UEFA-szuperkupa kiírásában

### Paris Saint-Germain
2016. július 3-án visszatért Franciaországba és öt évre szóló szerződést írt alá a bajnokságot megnyerő Paris Saint-Germainnel, az átigazolási díját nem hozták nyilvánosságra.
2016. szeptember 9-én, két meccses eltiltását követően a Saint-Étienne elleni 1–1-es döntetlen alkalmával debütált a klubban, a második félidőben csereként lépett pályára. Négy nappal később, 2016. szeptember 13-án első nemzetközi találkozóját játszotta az Arsenal ellen, a mérkőzés végeredménye 1–1 lett.
A szezon során mindössze hatszor nevezték a kezdőcsapatba, így a legtöbbször a kispadon találta magát. A vezetőedző, Unai Emery két külön nyilatkozatában is leírta a helyzetét a csapatban: „Jól ismerem, többre képes a mezőnyben, de ő és Adrien Rabiot felkészültek és az egész idényben fontosak lesznek számunkra. Azt gondolom, hogy jelen pillanatban az általam említett három játékos a legjobb a csapat számára. Krychowiak tapasztalt játékos, mindenkinek fontos."
Az évad második felére azonban Krychowiak egyre kevesebb játéklehetőséget kapott a posztján belüli versengés és a sérülései miatt. A későbbiekben így nyilatkozott a csapaton belüli helyzetéről: „Ma nehéz helyzetben vagyok, de sok játékos élte át ezt előttem. Nem erre számítottam, de ez egy teszt és túl kell lennem rajta. Soha nem gondoltam arra, hogy elhagyom a klubot. Hat hónap után a távozásomnak nem lenne értelme." A szezon második felében háromszor lépett pályára, köztük a történelmi 6–1-es vereség során a Barcelona ellen, melynek következtében csapata kiesett a Bajnokok Ligájából. A 2016–2017-es idény végéig az összes versenyszámban 19 alkalommal kapott lehetőséget, ennek következtében a Le Figaro a szezon pottyantásának nevezte. Válaszul a nyári átigazolási időszakban bejelentette távozását, annak ellenére, hogy a klubnál akart maradni.

#### West Bromwich Albion
2017. augusztus 30-án bejelentették, hogy egy szezonra a Premier League-ben szereplő West Bromwich Albionhoz csatlakozik kölcsönbe. Október 14-én Krychowiak azt mondta a médiának, úgy érzi, megtévesztette a Paris Saint-Germain menedzsere, Unai Emery és kijelentette: „Beszéltem az edzővel, de minden alkalommal, amikor beszéltem vele, átverést éreztem. Nagyon jól ismer, két évet töltöttünk együtt és mielőtt aláírtam a szerződést, azt mondta, jöjjek a PSG-hez, én pedig nem kaptam meg a kellő lehetőséget."
2017. szeptember 9-én mutatkozott be az angol klubban a Brighton & Hove Albion elleni 3–1-es vereség során. Három héttel később, 2017. szeptember 30-án a Watford ellen megszerezte első gólját, a mérkőzés 2–2-es döntetlennel zárult. A csapathoz való csatlakozását követően stabil kezdővé nőtte ki magát és itt is középpályás poszton játszott általában. Novemberre azonban a cserepadra került, Jake Livermore és Sam Field ugyanis kiszorították a kezdőcsapatból. Emiatt felerősödtek a távozásáról szóló hírek, ugyanakkor a tréner, Alan Pardew meg akarta tartani őt. Ahogy telt az idény, azon kapta magát, hogy a vezetőedző hol a cserepadon, hol pedig a kezdőben számol vele. 2018. március 10-én Pardew-val azonban vitába keveredett, miután az 59. percben lecserélte a Leicester City elleni 4–1-re elveszített meccsen és nem volt hajlandó kezet fogni vele. A mérkőzést követően a menedzser bírálta tette miatt, Krychowiak pedig pénzbírságot is kapott. Darren Moore kinevezését követően a szezon hátralévő meccsein szerepet kapott, de a gárda kiesett a másodosztályba. A 2017–2018-as szezont tekintve az összes versenysorozatban 31 alkalommal lépett pályára, ezek után pedig visszatért a Paris Saint-Germainhez.

#### Lokomotyiv Moszkva

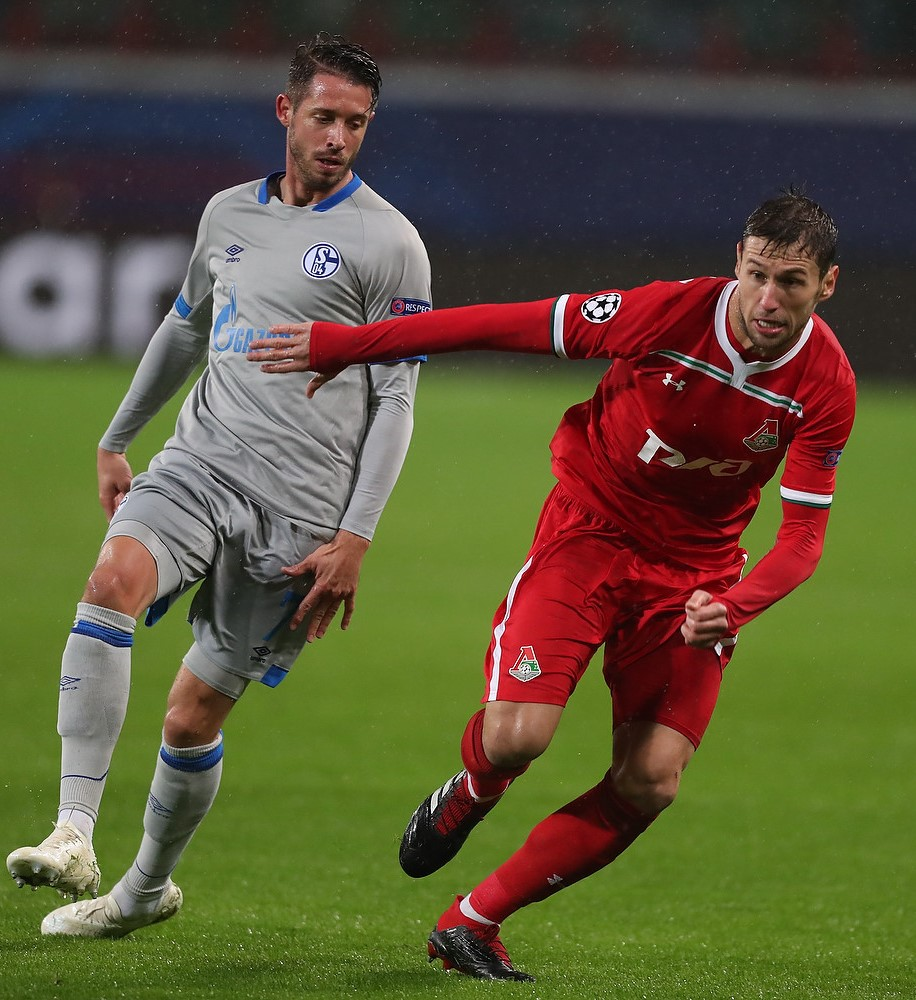
Krychowiak (jobbra) Mark Uth ellen védekezik a Lokomtyiv Moszkva–Schalke 04 mérkőzésen 2018-ban

2018. július 24-én a Premjer Ligában szereplő Lokomotyiv Moszkva bejelentette egy szezonra való kölcsönvételét, melyért 10 millió eurót fizetett.
2018. augusztus 4-én debütált a Szpartak Moszkva elleni 0–0-s döntetlen alkalmával. Két héttel később, 2018. augusztus 19-én volt először eredményes a Krilja Szovetov Szamara ellen, ekkor 1–0-s győzelmet arattak. A következő három összecsapáson három gólpasszt jegyzett, a Gyinamo Moszkva ellen ugyanakkor két sárga lap után kénytelen volt idő előtt elhagyni a játékteret. Kiváló teljesítményének köszönhetően az augusztusi, illetve a novemberi hónap játékosának is megválasztották. Pályafutása során először volt csapatkapitány a Jenyiszej Krasznojarszk ellen a kupa nyolcaddöntőjében, de a 71. percben piros lapot kapott, azonban 4–1-es győzelemmel csapata bejutott a következő körbe. Átigazolását követően fokozatosan a kezdőcsapat stabil tagja lett a középpálya különböző pontjain játszva és volt, hogy középhátvédként is helyt kellett állnia. 2019. május 10-én megszerezte második gólját a szezonban a Rubin Kazany ellen, mely során 4–0-s győzelmet könyveltek el. Ezután középhátvédként kezdett az Ural Jekatyerinburg ellen a kupadöntőben, melyet 1–0-ra nyertek meg. Ezt követően kiemelte, sikeres szezonon van túl, mivel segített a bajnokság második helyének megszerzésében, illetve megnyerni az orosz kupát.

### Lokomotyiv Moszkva

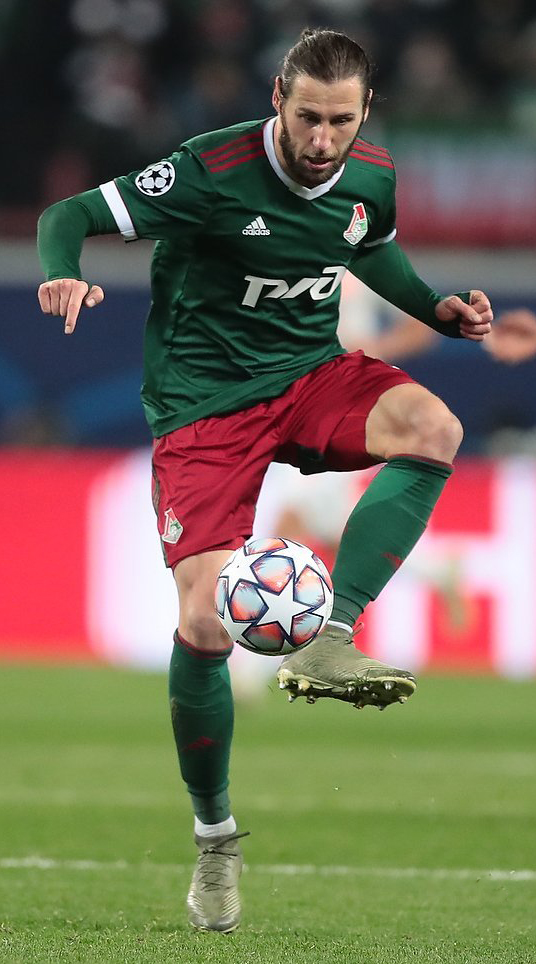
A Bayern München ellen 2020 októberében

2019. július 3-án a Lokomotyiv Moszkva bejelentette, hogy véglegesítették a szerződését. Későbbi értesülések szerint mindez 10 millió euróba került.
Első meccsét, miután állandó szerződést kötött a klubbal, 2019. július 6-án játszotta a Zenyit Szankt-Petyerburg ellen a Szuperkupában, a 3–2-es győztes találkozón a második gólt jegyezte. Az első három hónapban a szezon során klubja a hónap játékosának választotta. Miután két mérkőzést eltiltás és sérülés miatt kihagyott, 2019. október 27-én tért vissza a Szpartak Moszkva ellen, mely során 3–0-s vereséget szenvedtek. Két héttel később, 2019. november 10-én az FK Krasznodar ellen sérülést szenvedett, így az első félidőt követően lecserélték. A meccs után kiderült, hogy agyrázkódást szenvedett, melyből rövid idő alatt felépült. Az ezt követő összecsapáson, a Tambov ellen két góllal vette ki a részét a 3–2-es győzelemből, ennek eredményeként a novemberi hónap játékosa lett a klubon belül. Ezek után az első csapat tagja maradt, amíg a szezont felfüggesztették a Covid19-pandémia miatt. A liga utolsó, megszakítás előtti találkozóján a Rosztov ellen 10. gólját szerezte az idényben, így 3–1-re nyertek, ezt követően pedig a márciusi hónap játékosának is megválasztották. Miután az idény zárt kapuk mögött folytatódott, a gárda szerves tagja maradt és további hat alkalommal lépett pályára, ezzel segítve csapatát, hogy a következő szezonban kvalifikálja magát a Bajnokok Ligájába.
A 2020–2021-es szezon elején a Szuperkupában újra a kezdőben kapott helyet a Zenyit ellen, ám ezúttal 2–1-re maradtak alul. A következő öt meccsen szintén kezdett, mielőtt izomsérülést szenvedett, ami miatt egy találkozót kihagyni kényszerült. Miután visszatért sérüléséből, 2020. október 17-én második gólját szerezte az Ufa elleni 1–0-ra megnyert mérkőzésen.

### FK Krasznodar
2021. augusztus 1-jén az FK Krasznodar bejelentette, hogy megegyezett az átigazolási feltétekkel kapcsolatban a Lokomotyiv Moszkvával, így átesve az orvosi vizsgálatokon, Krychowiak aláírta szerződését a klubbal. Augusztus 2-án megerősítették, hogy három évre írt alá. 2022. március 7-én a FIFA bejelentette, hogy az orosz bajnokságban játszó külföldi játékosok egyoldalúan felfüggeszthetik szerződéseiket csapataikkal 2022. június 30-ig, így eddig leszerződhetnek egy Oroszországon kívüli klubbal, tehát az átigazolási időszak újra megnyílik ezen játékosok számára 2022. április 7-ig. 2022. március 15-én az FK Krasznodar bejelentette, hogy Krychowiak értesítette őket és él az új szabályokkal, így 2022. június 30-ig felfüggeszti szerződését.

#### AÉK Athína
2022. március 15-én az AÉK Athínához írt alá a 2021–2022-es szezon végéig.

#### Es-Sabáb
2022. július 8-án a szaúd-arábiai Es-Sabábhoz csatlakozott egyéves kölcsönszerződés keretében.

### Abhá
2023. július 30-án a szaúdi Abhá bejelentette szerződtetését egy évre, hosszabbítási opcióval, így együtt dolgozhatott a lengyel válogatott korábbi szövetségi kapitányával, Czesław Michniewicz-cel.

### Anórthoszi Ammohósztu
2024. szeptember 28-án, miután az előző három hónapban nem volt klubja, a szezon végéig aláírt a ciprusi első osztályú Anórthoszi Ammohósztu gárdájához.

### A válogatottban

#### Fiatalkora
Krychowiak világversenyen először hazáját a 2007-es U20-as világbajnokságon képviselte, mely során Brazília ellen szabadrúgásból szerzett gólt, ez volt a mérkőzés egyetlen találata. Ő volt a legfiatalabb játékos, akit az U20-as csapatba neveztek. A csoportból továbbjutott Lengyelország, ám Argentína ellen a nyolcaddöntőben búcsúzni kényszerült.
2009 májusában először hívták be az U21-es válogatott keretébe. 2009. június 5-én debütált a Svédország elleni 2–1-es vereség során, a meccset középhátvédként játszotta végig.
Két évvel később újra meghívást kapott, 2011. szeptember 2-án az Albánia elleni 3–0-ra megnyert találkozón játszott újra. Ezt követően ő lett a csapatkapitány az Oroszország elleni 2–0-s vereség során. 2011. október 11-én megszerezte első gólját az U21-es gárdában, ekkor Albánia ellen 4–3-ra nyertek. 2012. június 1-jén kétszer is eredményes volt a Moldova felett aratott 4–2-es győzelem alkalmával.

#### Profi évei

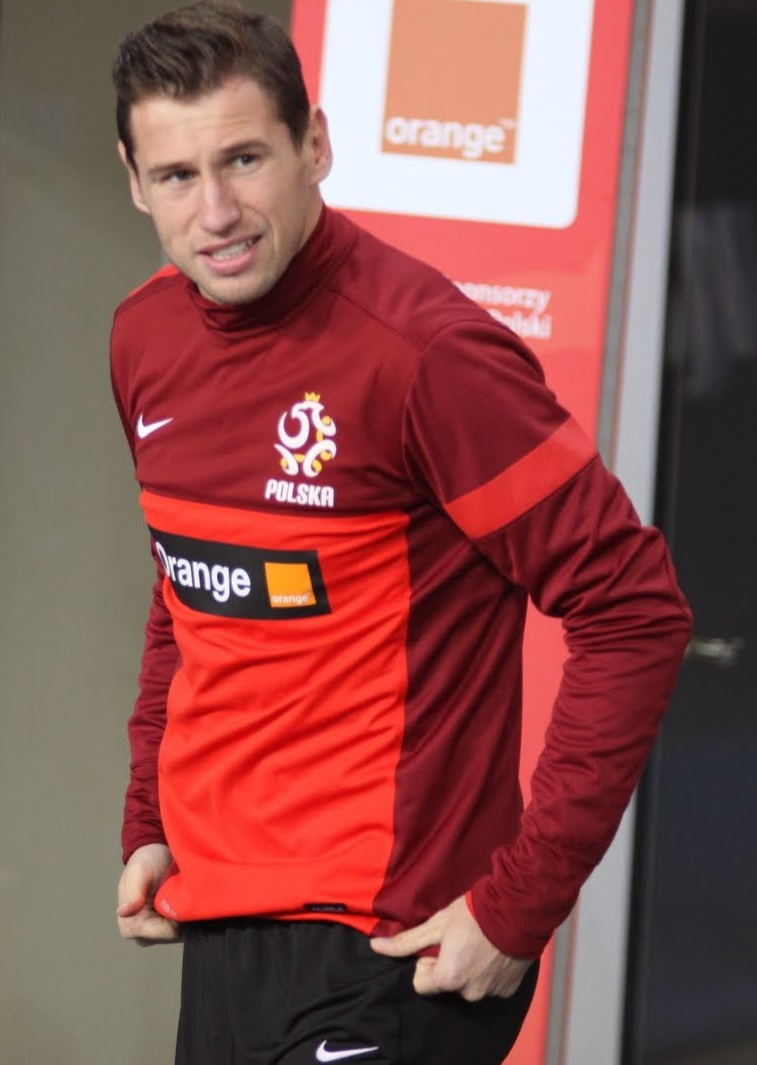
A lengyel válogatott egyik edzésén 2013-ban

2008 decemberében kapott meghívást először a profik közé. 2008. december 14-én lépett pályára először a Szerbia elleni barátságos mérkőzésen. Mivel a találkozó nem számított hivatalos FIFA-találkozónak, a csapatok többnyire hazai bajnokságban játszó labdarúgókból álltak, a mérkőzést azonban hivatalosnak könyvelték el.
Annak ellenére, hogy 2009 augusztusában újra behívták a válogatottba, ezt követően csaknem két év után, 2011 februárjában kapott meghívót újra és majdnem három esztendőt követően lépett pályára ismét 2011. február 6-án a Norvégia elleni találkozó késői szakaszában. A mérkőzést 1–0-ra nyerték meg a lengyelek.
2012 augusztusában egy év kihagyást követően válogatták be a nemzeti csapatba. 2012. szeptember 11-én Moldova ellen csereként állt be a 2–0-ra megnyert találkozón. 2012. október 12-én Dél-Afrika ellen is lehetőséget kapott, ekkor 1–0-s sikert arattak. Ezt követően számos találkozón lehetőséget kapott, de Lengyelország nem jutott ki a Brazíliában zajló 2014-es világbajnokságra.
Krychowiak továbbra is stabil kerettagnak számított védekező középpályás poszton, a válogatott pedig kijutott a 2016-os Európa-bajnokságra. 2014. november 14-én megszerezte első nemzetközi találatát a 2016-os Európa-bajnokság selejtezője során, csapata ekkor 4–0-ra győzött Grúzia ellen. Az utolsó selejtezőmérkőzésen, Írország ellen újra eredményes volt, ezáltal a lengyelek kijutottak a 2016-os Európa-bajnokságra. 2016 májusában helyett kapott az Európa-bajnokságra készülő bő keretbe, majd a torna kezdete előtt bekerült a 23 fős keretbe is. Az első mérkőzésen, Észak-Írország ellen a meccs emberének választották, ez volt Lengyelország első győzelme az Európa-bajnokságokat tekintve. A következő két összecsapáson, Németország és Ukrajna ellen is játszott, a lengyelek a két meccsen négy pontot szereztek, így bejutottak az egyenes kieséses szakaszba. Svájc ellen végig a pályán volt, majd a büntetőpárbajban – melyet 5–4-re nyertek meg – az utolsó büntetőt a kapuba lőtte. A 2016-os Európa-bajnokság minden percét végigjátszotta, a negyeddöntőben azonban a portugálok ellen 5–3-ra maradtak alul tizenegyesekkel, így a tornától búcsúzni kényszerültek. A nemzetközi kiírás végeztével helyet kapott a torna csapatában is.

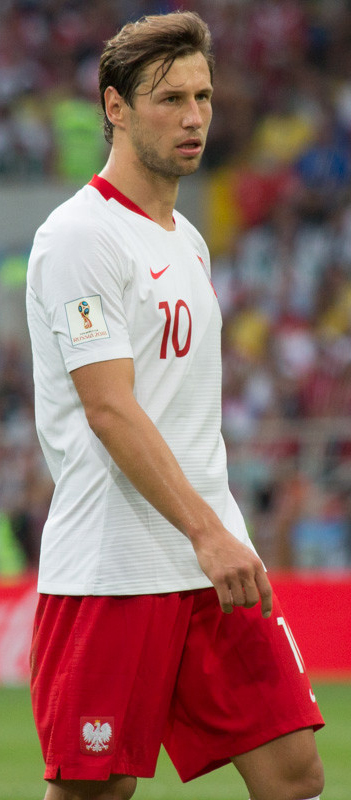
A lengyel válogatottban a 2018-as világbajnokságon

A kontinenstornát követően hozzájárult a FIFA világbajnoki selejtező E csoportjában szerzett tíz ponthoz. A Szlovénia elleni 1–1-es döntetlen alkalmával először volt a nemzeti tizenegy csapatkapitánya, ám 45 percet követően lecserélték. Később a lengyelek kijutottak a 2018-as világbajnokságra. 2018 májusában bekerült Lengyelország világbajnokságra készülő 35 fős keretébe, majd később a végleges 23 játékos közé is. A Szenegál elleni összecsapáson M’Baye Niang két gólos vezetéshez juttatta csapatát, Krychowiak ugyan ezt követően gólt jegyzett, de Lengyelország 2–1-es vereséget szenvedett, így kiesett a tornáról.
A világbajnokság végét követően négy meccsből háromszor kapott lehetőséget a Nemzetek Ligájában, végül a lengyelek a harmadik helyen végeztek a csoportban. Ezt követően a 2020-as Európa-bajnokság selejtezőin is pályára lépett, majd részt vett a 2020-as Európa-bajnokságon is.
2023. szeptember 10-én lejátszotta 100. és egyben utolsó profi mérkőzését a 2024-es Európa-bajnokság selejtező meccsén, amely során Albánia elleni 2–0-ás vereséget szenvedtek. Még ugyanebben a hónapban bejelentette visszavonulását a válogatottól.

## Magánélet
2019 decemberében vette feleségül barátnőjét, Celia Jaunatot, akivel 2010-ben találkoztak először, majd két évvel később randevúztak.
Krychowiak egy ruhaboltot vezet testvérével. 2020 májusában több mint 1 millió eurót fektetett be a SYSTEM 3E nevű lengyel startup vállalkozásba. Egy interjúban elmondta, hogy nem jár bulizni és nem fogyaszt alkoholt.
Anyanyelvén kívül franciául, spanyolul és angolul is beszél. Folyékony spanyol nyelvtudása jelentős mértékben hozzájárult ahhoz, hogy könnyen beilleszkedett Sevillában. Amióta Moszkvába költözött, elkezdett oroszul tanulni, emellett olaszul is, annak reményében, hogy a jövőben akár egy olasz klubhoz igazol.
Harmadik Stade de Reimsnél töltött időszaka alatt a L'Union „lengyel terminátornak" titulálta. Amikor a Lokomotyiv Moszkva játékosa volt, csapattársai Krykának hívták, mert nehezen tudták kiejteni a nevét. Jó barátja Wojciech Szczęsnynek, akivel 2004 óta ismerik egymást. A Claude Bernard University Lyon 1-en két évet tanult.

## Pályafutása statisztikái

### Klubcsapatokban
2025. május 5-én lett frissítve.
| Klub                              | Szezon               | Liga                 | Liga  | Liga | Kupa  | Kupa | Ligakupa | Ligakupa | Európa | Európa | Egyéb | Egyéb | Összesen | Összesen |
| Klub                              | Szezon               | Bajnokság            | Mérk. | Gól  | Mérk. | Gól  | Mérk.    | Gól      | Mérk.  | Gól    | Mérk. | Gól   | Mérk.    | Gól      |
| --------------------------------- | -------------------- | -------------------- | ----- | ---- | ----- | ---- | -------- | -------- | ------ | ------ | ----- | ----- | -------- | -------- |
| Bordeaux                          | 2011–2012            | Ligue 1              | 2     | 0    | 0     | 0    | 0        | 0        | —      | —      | —     | —     | 2        | 0        |
| Reims (kölcsönben)                | 2009–2010            | Championnat National | 19    | 2    | 0     | 0    | 0        | 0        | —      | —      | —     | —     | 19       | 2        |
| Reims (kölcsönben)                | 2010–2011            | Ligue 2              | 35    | 2    | 3     | 0    | 2        | 0        | —      | —      | —     | —     | 40       | 2        |
| Nantes (kölcsönben)               | 2011–2012            | Ligue 2              | 21    | 0    | 1     | 0    | 0        | 0        | —      | —      | —     | —     | 22       | 0        |
| Reims                             | 2012–2013            | Ligue 1              | 35    | 4    | 0     | 0    | 1        | 0        | —      | —      | —     | —     | 36       | 4        |
| Reims                             | 2013–2014            | Ligue 1              | 35    | 4    | 0     | 0    | 1        | 0        | —      | —      | —     | —     | 36       | 4        |
| Reims                             | Reims összesen       | Reims összesen       | 124   | 12   | 3     | 0    | 4        | 0        | —      | —      | —     | —     | 131      | 12       |
| Sevilla                           | 2014–2015            | La Liga              | 32    | 2    | 2     | 0    | —        | —        | 13     | 2      | 1     | 0     | 48       | 4        |
| Sevilla                           | 2015–2016            | La Liga              | 26    | 0    | 3     | 1    | —        | —        | 12     | 0      | 1     | 0     | 42       | 1        |
| Sevilla                           | Összesen             | Összesen             | 58    | 2    | 5     | 1    | —        | —        | 25     | 2      | 2     | 0     | 90       | 5        |
| Paris Saint-Germain               | 2016–2017            | Ligue 1              | 11    | 0    | 1     | 0    | 1        | 0        | 6      | 0      | 0     | 0     | 19       | 0        |
| West Bromwich Albion (kölcsönben) | 2017–2018            | Premier League       | 27    | 0    | 3     | 0    | 1        | 0        | —      | —      | —     | —     | 31       | 0        |
| Lokomotyiv Moszkva (kölcsönben)   | 2018–2019            | Premjer-Liga         | 27    | 2    | 6     | 0    | —        | —        | 6      | 0      | 0     | 0     | 39       | 2        |
| Lokomotyiv Moszkva                | 2019–2020            | Premjer-Liga         | 26    | 9    | 0     | 0    | —        | —        | 6      | 1      | 1     | 0     | 33       | 10       |
| Lokomotyiv Moszkva                | 2020–2021            | Premjer-Liga         | 26    | 9    | 4     | 2    | —        | —        | 4      | 0      | 1     | 0     | 35       | 11       |
| Lokomotyiv Moszkva                | 2021–2022            | Premjer-Liga         | 1     | 0    | —     | —    | —        | —        | —      | —      | 1     | 0     | 2        | 0        |
| Lokomotyiv Moszkva                | Összesen             | Összesen             | 80    | 20   | 10    | 2    | —        | —        | 16     | 1      | 3     | 0     | 109      | 23       |
| Krasznodar                        | 2021–2022            | Premjer-Liga         | 14    | 4    | 1     | 1    | —        | —        | —      | —      | —     | —     | 15       | 5        |
| AÉK Athína (kölcsönben)           | 2021–2022            | Szúper Línga         | 9     | 2    | —     | —    | —        | —        | —      | —      | —     | —     | 9        | 2        |
| Es-Sabáb (kölcsönben)             | 2022–2023            | Szaúdi Pro League    | 30    | 3    | 1     | 0    | —        | —        | 0      | 0      | 4     | 0     | 35       | 3        |
| Abhá                              | 2023–2024            | Szaúdi Pro League    | 33    | 9    | 3     | 0    | —        | —        | —      | —      | —     | —     | 36       | 9        |
| Anórthoszi Ammohósztu             | 2024-–2025           | Ciprusi első osztály | 20    | 2    | 1     | 0    | —        | —        | —      | —      | —     | —     | 21       | 2        |
| Pályafutása összesen              | Pályafutása összesen | Pályafutása összesen | 432   | 54   | 29    | 4    | 6        | 0        | 47     | 3      | 9     | 0     | 523      | 61       |

1. ↑  Mérkőzései az Európa-ligában.
2. ↑  Mérkőzései az UEFA-szuperkupában.
3. ↑  Tartalmaz hat mérkőzést az UEFA-bajnokok ligájában és hat mérkőzést az Európa-ligában.
4. ↑  Mérkőzései az UEFA-szuperkupában.
5. ↑  Mérkőzései az UEFA-bajnokok ligájában.
6. ↑  Mérkőzései az UEFA-bajnokok ligájában.
7. ↑  Mérkőzései az UEFA-bajnokok ligájában.
8. ↑  Mérkőzései az Orosz szuperkupában.
9. ↑  Mérkőzései az UEFA-bajnokok ligájában.
10. ↑  Mérkőzései az Orosz szuperkupában.
11. ↑  Mérkőzései az Orosz szuperkupában.

### A válogatottban
Forrás:
| Lengyelország | Lengyelország | Lengyelország |
| Év            | Mérk.         | Gól           |
| ------------- | ------------- | ------------- |
| 2008          | 1             | 0             |
| 2009          | 0             | 0             |
| 2010          | 0             | 0             |
| 2011          | 1             | 0             |
| 2012          | 4             | 0             |
| 2013          | 10            | 0             |
| 2014          | 8             | 1             |
| 2015          | 7             | 1             |
| 2016          | 13            | 0             |
| 2017          | 4             | 0             |
| 2018          | 11            | 1             |
| 2019          | 10            | 1             |
| 2020          | 6             | 0             |
| 2021          | 11            | 1             |
| 2022          | 12            | 0             |
| 2023          | 2             | 0             |
| Összesen      | 100           | 5             |

#### Góljai a válogatottban
| #  | Dátum               | Helyszín                                   | Ellenfél | Gól | Eredmény | Verseny              |
| -- | ------------------- | ------------------------------------------ | -------- | --- | -------- | -------------------- |
| 1. | 2014. november 14.  | Borisz Paicsadze Stadion, Tbiliszi, Grúzia | Grúzia   | 2–0 | 4–0      | 2016-os EB-selejtező |
| 2. | 2015. október 11.   | Nemzeti Stadion, Varsó, Lengyelország      | Írország | 1–0 | 2–1      | 2016-os EB-selejtező |
| 3. | 2018. június 19.    | Otkrityije Aréna, Moszkva, Oroszország     | Szenegál | 1–2 | 1–2      | 2018-as VB           |
| 4. | 2019. november 16.  | Teddy Stadion, Jeruzsálem, Izrael          | Izrael   | 1–0 | 2–1      | 2020-as EB-selejtező |
| 5. | 2021. szeptember 2. | Nemzeti Stadion, Varsó, Lengyelország      | Albánia  | 3–1 | 4–1      | 2022-es VB-selejtező |

## Sikerei, díjai
Sevilla
- Európa-liga: 2014–2015,[50] 2015–2016[63]

Paris Saint-Germain
- Francia kupa: 2016–2017
- Francia ligakupa: 2016–2017

Lokomotyiv Moszkva
- Orosz kupa: 2018–2019,[178] 2020–2021
- Orosz szuperkupa: 2019[179]

Egyéni
- La Liga – A szezon csapata: 2014–2015[180]
- Európa-liga – A szezon kerete: 2014–2015, 2015–2016[181]
- Premjer-Liga – A szezon középső középpályása: 2018–2019,[182] 2019–2020,[183] 2020–2021[184]

## Fordítás
Ez a szócikk részben vagy egészben  a   Grzegorz Krychowiak című angol Wikipédia-szócikk ezen változatának fordításán alapul.  Az eredeti cikk szerkesztőit annak laptörténete sorolja fel. Ez a jelzés csupán a megfogalmazás eredetét és a szerzői jogokat jelzi, nem szolgál a cikkben szereplő információk forrásmegjelöléseként.